# هوغو هورن
هوغو هورن (بالإنجليزية: Hugo Horn)‏ هو لاعب اتحاد الرغبي ناميبي، ولد في 9 مايو 1977 في Mariental, Namibia ‏ في ناميبيا.

## وصلات خارجية
- هوغو هورن عل موقع إسبنسكروم (الإنجليزية)
- هوغو هورن على موقع ItsRugby.co.uk (الإنجليزية)